# فيفيك موشران
فيفيك موشران هو ممثل هندي، ولد في 9 أغسطس 1969 في الهند.

## أعمال

### أفلام
- (2017) بيجوم جان

## وصلات خارجية
- فيفيك موشران على موقع IMDb (الإنجليزية)
- فيفيك موشران على موقع قاعدة بيانات الفيلم (الإنجليزية)